# SS Haverford
El  SS Haverford fue un transatlántico británico construido en 1901 por los astilleros de John Brown & Company de Clydebank, en Escocia, para la naviera estadounidense American Line. 
A veces, fue utilizado por otras empresas de la International Mercantile Marine Company. También sirvió como transporte de tropas durante la Primera Guerra Mundial y, durante dicho conflicto, el Haverford fue torpedeado en dos ocasiones, aunque logró sobrevivir a ambos ataques. Tras la guerra, el barco fue renovado y adquirido por la White Star Line, antes de ser retirado del servicio en 1924 y enviado a Italia para su desguace al año siguiente.

## Historia

### Antes de la Primera Guerra Mundial
El Haverford fue construido por los astilleros de John Brown & Company de Clydebank, Escocia. Fue botado el 4 de mayo de 1901, sirviendo en la ruta de Southampton a Nueva York. Posteriormente fue transferido a la ruta entre Liverpool y Filadelfia. Durante este periodo de tiempo, el barco fue ocasionalmente utilizado por la Red Star Line y la Dominion Line. La Red Star Line asignó al Haverford a la ruta Amberes-Nueva York y la Dominion Line lo utilizó en la ruta Liverpool-Halifax-Portland.

### Primera Guerra Mundial
Cuando comenzó la Primera Guerra Mundial, el Haverford devino en barco de transporte de tropas. En 1917, el barco fue atacado en la costa de Irlanda por el submarino U-94. El barco resultó seriamente dañado, pero sobrevivió. Después de una renovación de seis meses, el barco fue atacado de nuevo en 1918 por un U-boot alemán en el Océano Atlántico norte, también sobreviviendo, con un daño algo menor.

### Tras la Primera Guerra Mundial
Tras la guerra, el barco regresó al servicio de pasajeros, haciendo su primer viaje en agosto de 1920 entre Liverpool y Filadelfia. El barco fue adquirido por la White Star Line en 1921, que retuvo su nombre original. Esto era inusual para la White Star, ya que la mayoría de sus barcos tenía nombres acabados en "-ic." El barco fue asignado a la ruta entre Liverpool y Filadelfia, así como la ruta entre Hamburgo y Nueva York. El Haverford experimentó problemas en 1924, que lo relegaron al dique seco. El barco hizo una travesía final a Filadelfia, tras la cual fue desguazado en Italia en 1924, tarea que fue completada en 1925.